# Greg Ion
Gregory Stewart Ion (ur. 12 marca 1963 w Vancouver w prowincji Kolumbia Brytyjska) – były kanadyjski piłkarz pochodzenia szkockiego występujący na pozycji pomocnika.

## Kariera klubowa
Ion zawodową karierę rozpoczynał w 1981 roku w klubie Portland Timbers z North American Soccer League (NASL). Spędził tam dwa sezony, w ciągu których rozegrał 9 spotkań. W 1983 roku odszedł do Montreal Manic, również z NASL. Sezon 1984 spędził w zespole Tulsa Roughnecks. W tym samym roku rozgrywki NASL zostały rozwiązane, a Ion odszedł do futsalowego Los Angeles Lazers z Major Indoor Soccer League (MISL). W trakcie sezonu 1986/1987 przeniósł się do Minnesoty Strikers (MISL). W następnym sezonie grał w Chicago Sting (MISL). W latach 1988–1989 występował w piłkarskim Vacouver 86ers, a w 1989 roku wygrał z nim rozgrywki Canadian Soccer League. Potem był graczem futsalowych Kansas City Comets oraz Tacoma Stars, gdzie w 1992 roku zakończył karierę.

## Kariera reprezentacyjna
W reprezentacji Kanady Ion zadebiutował 6 grudnia 1983 roku w przegranym 0:5 towarzyskim meczu z Meksykiem. W 1986 roku został powołany do kadry na Mistrzostwa Świata. Nie zagrał jednak na nich w żadnym pojedynku. Z tamtego turnieju Kanada odpadła po fazie grupowej. W latach 1983–1988 w drużynie narodowej Ion rozegrał w sumie 6 spotkań.